# コフィンシステム
コフィンシステム（英: Coffin System）は、ナムコ（後のバンダイナムコゲームス→バンダイナムコエンターテインメント）のPlayStation用フライトシューティングゲーム『エースコンバット3』及びPlayStation 2用『エースコンバット5』『エースコンバットZERO』、同PlayStation Portable用『エースコンバットX
』、同ニンテンドー3DS用『エースコンバット3D』、同PlayStation 4用『エースコンバット7』、同アーケード用リアルタイムストラテジーゲーム『New Space Order』に登場する架空の航空機（航宙機）用コックピットインターフェース技術。本項では便宜上、『エースコンバット3』『New Space Order』に登場するものを「コフィンシステム」、それ以外の作品に登場するものを「COFFINシステム」として区別するが、作中や資料中でその様な区別がされたことはない。

## コフィンシステム
コフィンシステムとは、『エースコンバット3』及び『New Space Order』に登場する架空の航空機（航宙機）用コックピットインターフェース。

### 概要
パイロットの手に装着された電極等を通じて、間接的に機体の制御系とパイロットの神経網を接続する事で、搭乗者の思考による兵器の直感的な機体制御を可能とするコックピットシステム。正式名称「COnnection For Flight INterface」。それぞれの単語の頭文字と、パイロットが密閉された狭いコックピットに横たわり操縦を行う様が、まるで棺桶（コフィン）の様である事から「コフィンシステム（Coffin System）」と略称される。
開発元は世界最大の多国籍企業体であるゼネラルリソース社で、2030年代に一般に実用化されてから僅か数年で、軍用兵器操縦システムとして広く普及した。軍関係者の間では、コフィンシステムを搭載した航空機の中でも、特に戦闘機は一般的な航空機を意味する「エアロプレーン」ではなく、「エアロコフィン（Aero Coffin）」と俗称される。これは戦場に赴く戦闘機の危険性から、パイロットの間では「空飛ぶ棺桶」という皮肉が込められているともいわれる。

### 機構
旧来の航空機とは異なり、コックピットはキャノピーではなく装甲によって覆われており、外部とは完全に隔絶される。パイロットは神経接続回路のバス規格であるENSI規格（Electro-Neuron-Synapce-Interface）に準じた電極等を通じて機体の制御系と神経接続（この状態を「コネクテッド/CONNECTED」と呼ぶ）、思考による機体の制御、操縦を行う。パイロットより思考入力された操作情報は、フライ・バイ・オプト（Fly by opt）と呼ばれるフライ・バイ・ワイヤの発展型である操縦補助システムを経由した上で機動に反映される。
コフィンシステムは、スティックやペダル等による旧来の操縦方法とは比較にならない優れた操縦性を発揮すると共に、通信衛星ネットワークを利用した「テレ・イグジスタンス（Tele-existance）」により遠隔地からの思考操縦も可能である。しかし、パイロットの肉体的な損耗は防げるものの、衛星通信網を経由する事によるタイムラグで兵器の性能を完全には引き出せないため、優秀なパイロットの多くは有人操縦を好むとされている。また、ネットワーク上に施されたプロテクトにより、許可無く兵器の遠隔操縦を行うことは出来ないという問題もある。

### オプトニューロン
オプトニューロン（Opt-Neuron）は、極端に高機動化した次世代戦闘機「X-49 ナイトレーベン」向けにゼネラルリソース社が開発した、コネクター結合式の光速人工神経網。ENSI規格では、パイロットスーツに取り付けられた電極等から、間接的に生体信号を読み取り思考操縦を行っていたが、オプトニューロンでは外科手術によってパイロットの首筋に光速人工神経網を移植、機体とパイロットの中枢神経を直結（この状態を「ダイレクテッド/DIRECTED」と呼ぶ）する事で、従来の規格では不可能な高度な機体制御を可能とする。中枢神経の直結により、機体とパイロットを深く結び付けている事が高いパフォーマンスの要因であるが、同時にパイロットに対する精神的負荷が深刻化する可能性も増しており、人工神経網の移植手術そのものの危険性や、術後の取り扱いにも注意しなければ脳に深刻な損傷を与える可能性がある等、問題点も多い。ゲーム中にも、パイロットが記憶を消去されるハッキングが登場している。

### N.B.B.型コフィンシステム
コフィンシステムの開発から数百年後、民主連邦（UNITED GALAXY）では航宙機用の操縦システムとして、システム開発当時からのゼネラルリソース社のライバルメーカーであるニューコム社のコフィンシステムを採用している。U.G.S.F.（U.G.宇宙軍）保有の各種航宙機は「The New Space Order War」を始めたとした星間戦争に対応する為に開発されており、機体等のハード系はゼネラルリソース社が、コフィンシステムを含むアビオニクス系はニューコム社がそれぞれ独占的なシェアを有する。超長距離を隔てて光速の弾幕が飛び交い、超高速で行われる宙間戦闘では、もはや有視界戦闘は現実的ではなく、コフィンシステムを経由した未来予測解析と映像処理による補助が必要不可欠となっている。従って、この世代に於けるコフィンシステムとは、コックピットユニットや操縦系統だけではなく、情報解析を行う火器・航法管制装置等の関連装置や、ヘルメット、パイロットスーツ等の各種備品を含む、システム全体の総称である。
ニューコム社のコフィンシステムは、ENSI規格とオプトニューロンを基に改良されたN.B.B.（ナビゲート・バイ・バイオシグナル）方式を採用、パイロットに神経網の移植は不要となり汎用性が向上した。また、E.S.P.能力に対応した操縦系統を有する。ENSI規格では、各種の情報は大半が人工神経を通じてパイロットに直接渡されていたが、N.B.B.方式では外部映像は適切な映像処理を経て、全周全天式モニターに表示される様になっており、神経接続による情報摂取は機体情報等に限定する事で、オプトニューロンで問題となったハッキング等に対するパイロットの負担を軽減している。

## COFFINシステム
COFFINシステムとは、『エースコンバット5』『エースコンバットZERO』『エースコンバットX』『エースコンバット3D』『エースコンバット7』に登場する架空の航空機用コックピットインターフェース。

### 概要（COFFINシステム）
オーシア連邦ノースオーシア州（旧ベルカ公国領 南ベルカ）の工業都市・スーデントールを本拠地とする軍需メーカー、ノースオーシア・グランダーI.G.社（旧南ベルカ国営兵器産業廠、以下「グランダー社」）が極秘開発した戦闘機「ADF-01 FALKEN」が採用する、密閉型全周モニター式コックピット。構造上、密閉された狭い空間に閉じ込められる形になる事から、「空の棺桶（エアロコフィン）」と揶揄された事が、名称の由来とされる。ADF-01以外にも、グランダー社がエルジア王国のEASA（エルジア航空宇宙局）と共同開発した「ADF-11」など一部の試作機や実験機等で採用例があるが、コスト面での問題等から本格的な普及には至っていない。

### 機構（COFFINシステム）
一般的な航空機と異なりキャノピーはなく、機体各所に配置された各種センサーにより外部情報を取得、密閉されたコックピット内の全天球スクリーンに投影する事で視界を得る（「ADF-11」の有人機型ではHMDに投影する方式が採用されている）。裸眼とは比較にならない広視界、視認距離を得られるのが最大の特徴。パイロットに各種の情報を視覚情報としてより合理的に渡す方法として考案された。パイロットの生体信号を読み取り、思考と反射神経によって機体を制御する神経接続操縦システムの開発計画の過程で生まれたシステムとされるが、肝心の生体信号の読み取りは、現段階では視線操作や音声入力、緊急時のパイロットの瞬間的判断の補助や、身体情報のチェック機能等、初歩的なレベルに止まる。
なお、名前のせいか『ベイルアウト（脱出）することが出来ない』という勘違いをされることもあるが、少なくとも「ADF-01 FALKEN」には射出座席が装備されていることが確認されており、このシステムを採用したからといってベイルアウトが出来なくなるわけではない。

## コフィンシステムとADF-01
『エースコンバット2』に登場した「ADF-01 Z.O.E.」という機体は、キャノピーがない、機体各所に配置されたセンサーで外部の情報を得るといった点で、『エースコンバット3』のコフィンシステムとの類似点が見られる。
しかし、公式には『エースコンバット3』の制作段階においてシリーズ作品世界観上におけるADF-01からコフィンシステムへの開発史的な繋がりが明確にされたことはなく、ディレクターである岩崎拓矢が「（エアロコフィンの設定を考えたスタッフは）特に意識はしていなかったと思いますよ。」と公式ガイドブックのインタビューの中で述べている。また、同インタビューでは、舞台設定や脚本を担当した佐藤大も、他のスタッフとADF-01の話をしていた際に尋ねられるまで関連性に全く気がついていなかったと述べている。
後にこれらの設定は収斂され、『エースコンバット5』においてADF-01のリメイク機であるFALKENが登場した際は、前述のように、COFFINシステムなどのコフィンシステムとの関連性を示唆する解説が追加されている。さらに『エースコンバットX』においては、COFFINシステムを搭載した架空機が複数追加されることとなった。